# Olympische Sommerspiele 1992/Kanu – Vierer-Kajak 500 m (Frauen)
Die Wettkämpfe im Vierer-Kajak über 500 Meter bei den Olympischen Sommerspielen 1992 wurden vom 4. bis 8. August 1992 im spanischen Küstenort Castelldefels ausgetragen. 
Olympiasieger wurde das ungarische Boot. Sie schlugen dabei das deutsche Team, dessen Boote bei Weltmeisterschaften und Olympischen Spielen über diese Distanz seit 1987 unbesiegt waren.

## Ergebnisse

### Vorläufe
Die ersten beiden Boote jedes Vorlaufs qualifizierten sich direkt für das Finale, die restlichen Boote für die Halbfinals.

#### Vorlauf 1
| Rang | Athletinnen                                                           | Nation              | Zeit        |
| ---- | --------------------------------------------------------------------- | ------------------- | ----------- |
| 1    | Ning Menghua Wang Jing Wen Yanfang Zhao Xiaoli                        | Volksrepublik China | 1:36,15 min |
| 2    | Shelia Conover Alexandra Harbold Cathy Marino Traci Phillips          | Vereinigte Staaten  | 1:36,74 min |
| 3    | Viorica Iordache Claudia Nicula Carmen Simion Sanda Toma              | Rumänien            | 1:36,82 min |
| 4    | Annacatia Casagrande Amalia Calzavara Chiara Dal Santo Lucia Micheli  | Italien             | 1:38,82 min |
| 5    | Françoise Lasak Bernadette Brégeon Isabelle Boulogne Anne Michaut     | Frankreich          | 1:39,27 min |
| 6    | Denise Cooper Lynda Lehmann Gayle Mayes Anna Wood                     | Australien          | 1:39,32 min |
| 7    | Pavlína Jobánková Jitka Janáčková Vladimíra Havelková Ivana Vokurková | Tschechoslowakei    | 1:40,57 min |
| 8    | Bonka Pindschewa Kinka Ratschewa Marija Kitschukowa Tanja Georgiewa   | Bulgarien           | 1:43,59 min |

#### Vorlauf 2
| Rang | Athletinnen                                                    | Nation         | Zeit        |
| ---- | -------------------------------------------------------------- | -------------- | ----------- |
| 1    | Éva Dónusz Kinga Czigány Rita Kőbán Erika Mészáros             | Ungarn         | 1:32,94 min |
| 2    | Agneta Andersson Maria Haglund Anna Olsson Susanne Rosenqvist  | Schweden       | 1:33,25 min |
| 3    | Katrin Borchert Ramona Portwich Birgit Schmidt Anke von Seck   | Deutschland    | 1:34,13 min |
| 4    | Caroline Brunet Alison Herst Klara MacAskill Kevyn Stafford    | Kanada         | 1:36,34 min |
| 5    | Irina Samoilowa Galina Sawenko Irina Waag Olga Tischtschenko   | Vereintes Team | 1:38,25 min |
| 6    | Belén Sánchez Joaquina Costa Luisa Álvarez Ana María Penas     | Spanien        | 1:38,72 min |
| 7    | Hilary Dresser Andrea Dallaway Alison Thorogood Sandra Troop   | Großbritannien | 1:40,22 min |
| 8    | Hege Brannsten Nina Bergsvik Tone Rasmussen Ingeborg Rasmussen | Norwegen       | 1:40,53 min |

### Halbfinalläufe
Die ersten zwei Boote des jeweiligen Halbfinals und der zeitbessere Dritte erreichten das Finale.

#### Halbfinale 1
| Rang | Athletinnen                                                          | Nation         | Zeit        |
| ---- | -------------------------------------------------------------------- | -------------- | ----------- |
| 1    | Katrin Borchert Ramona Portwich Birgit Schmidt Anke von Seck         | Deutschland    | 1:37,48 min |
| 2    | Irina Samoilowa Galina Sawenko Irina Waag Olga Tischtschenko         | Vereintes Team | 1:38,56 min |
| 3    | Denise Cooper Lynda Lehmann Gayle Mayes Anna Wood                    | Australien     | 1:39,81 min |
| 4    | Annacatia Casagrande Amalia Calzavara Chiara Dal Santo Lucia Micheli | Italien        | 1:41,08 min |
| 5    | Hilary Dresser Andrea Dallaway Alison Thorogood Sandra Troop         | Großbritannien | 1:41,24 min |
| 6    | Bonka Pindschewa Kinka Ratschewa Marija Kitschukowa Tanja Georgiewa  | Bulgarien      | 1:45,90 min |

#### Halbfinale 2
| Rang | Athletinnen                                                           | Nation           | Zeit        |
| ---- | --------------------------------------------------------------------- | ---------------- | ----------- |
| 1    | Caroline Brunet Alison Herst Klara MacAskill Kevyn Stafford           | Kanada           | 1:37,86 min |
| 2    | Viorica Iordache Claudia Nicula Carmen Simion Sanda Toma              | Rumänien         | 1:38,21 min |
| 3    | Pavlína Jobánková Jitka Janáčková Vladimíra Havelková Ivana Vokurková | Tschechoslowakei | 1:40,12 min |
| 4    | Belén Sánchez Joaquina Costa Luisa Álvarez Ana María Penas            | Spanien          | 1:40,17 min |
| 5    | Françoise Lasak Bernadette Brégeon Isabelle Boulogne Anne Michaut     | Frankreich       | 1:41,83 min |
| 6    | Hege Brannsten Nina Bergsvik Tone Rasmussen Ingeborg Rasmussen        | Norwegen         | 1:41,88 min |

### Finale
| Rang | Athletinnen                                                   | Nation              | Zeit        |
| ---- | ------------------------------------------------------------- | ------------------- | ----------- |
| 1    | Éva Dónusz Kinga Czigány Rita Kőbán Erika Mészáros            | Ungarn              | 1:36,32 min |
| 2    | Katrin Borchert Ramona Portwich Birgit Schmidt Anke von Seck  | Deutschland         | 1:38,47 min |
| 3    | Agneta Andersson Maria Haglund Anna Olsson Susanne Rosenqvist | Schweden            | 1:39,79 min |
| 4    | Viorica Iordache Claudia Nicula Carmen Simion Sanda Toma      | Rumänien            | 1:41,02 min |
| 5    | Ning Menghua Wang Jing Wen Yanfang Zhao Xiaoli                | Volksrepublik China | 1:41,12 min |
| 6    | Caroline Brunet Alison Herst Klara MacAskill Kevyn Stafford   | Kanada              | 1:42,28 min |
| 7    | Shelia Conover Alexandra Harbold Cathy Marino Traci Phillips  | Vereinigte Staaten  | 1:43,00 min |
| 8    | Denise Cooper Lynda Lehmann Gayle Mayes Anna Wood             | Australien          | 1:43,88 min |
| 9    | Irina Samoilowa Galina Sawenko Irina Waag Olga Tischtschenko  | Vereintes Team      | 1:44,84 min |